# 走馬党
走馬党（そうまとう）とは、ラッパ我リヤのMC・Qを党首として活躍する日本のヒップホップクルーである。ラッパ我リヤを中心に1997年に結成された。走馬党のラッパーは総じて押韻重視のリリックを書くのが特徴である。クルーの各メンバーのレコードは同名のレーベル「走馬党Entertainment」から発売されている。2006年には走馬党名義でのファーストアルバムをリリースした。

## メンバー
- ラッパ我リヤ
  - Q (MC/トラックメイカー)
  - 山田マン (MC/トラックメイカー)
  - DJ TOSHI (DJ/トラックメイカー)
- 三善出 (MC/トラックメイカー) 2008年までは三善/善三として活動
- INDEMORAL
  - SKIPP (MC/トラックメイカー)
  - PAULEY (MC)
  - DJ GOSSY (DJ/トラックメイカー)
- BACKGAMMON
  - ARK (MC)
  - GINRHYME DA VIBERATER (MC)
  - DJ TANAKEN (DJ/トラックメイカー)
- MINESIN-HOLD (MC)
- FUMAKILLA (トラックメイカー)

また、Qと三善/善三はREALSTYLAとしても活動中。SKIPPとARKはBAMRAINSIDAZとして活動中。

## ディスコグラフィ
- 走馬党（2006年9月27日）